# Fou à pieds bleus
Sula nebouxii
Espèce
Répartition géographique
Statut de conservation UICN

 LC  : Préoccupation mineure
Le Fou à pieds bleus (Sula nebouxii) est une espèce d'oiseaux de mer, de la famille des Sulidae.

## Étymologie
Le nom vernaculaire de fou peut être une déformation des mots germaniques fugel ou vogel (« oiseau »), ou bien être issu, par calque sémantique, du latin morus « stupide », lui-même issu du grec moros, allusion au caractère peu farouche de cet oiseau face à l'Homme qui pouvait facilement piller les œufs du nid.

## Description
Le Fou à pieds bleus mesure en moyenne 81 cm de long et pèse 1,5 kg. Les femelles sont légèrement plus grandes que les mâles. Cet oiseau possède des ailes d'une envergure pouvant atteindre 165 cm et une queue de forme triangulaire. Son cou est épais et fort. Ses yeux jaunes sont placés de chaque côté du bec et orientés vers l'avant ce qui permet une excellente vision binoculaire. Le mâle possède un iris d'un jaune plus intense que celui de la femelle. Le Fou à pieds bleus a les narines fermées de manière permanente, spécialisées pour la plongée : il respire par les coins du bec.

## Alimentation
Il se nourrit essentiellement de calmars et de petits poissons comme les sardines, les anchois et les poissons-volants.

## Répartition et habitat
Cet oiseau se trouve sur les îles Galápagos (50 % de la population), dans le golfe de Californie, au large de la côte ouest du Mexique et sur les îles le long de la côte de l'Équateur et du nord du Pérou. Le Fou à pieds bleus est un oiseau marin qui n'a besoin d'aller à terre que pour se reproduire sur les côtes rocheuses.

## Reproduction
Durant la parade nuptiale, le mâle soulève alternativement l'une et l'autre patte palmée, pour les montrer ostensiblement à la femelle : l'intensité du bleu turquoise est proportionnelle à sa bonne santé. La femelle pond 2 ou 3 œufs, couvés à tour de rôle par les deux parents. N'ayant pas de plaque incubatrice, les fous se servent de leurs pattes pour couver les œufs. Si les ressources alimentaires sont abondantes, tous les petits sont convenablement nourris et parviennent à maturité ; dans le cas contraire, le premier éclos est nourri en priorité.

## Sous-espèces
D'après la classification de référence (version 14.1, 2024) de l'Union internationale des ornithologues, le Fou à pieds bleus possède 2 sous-espèces (ordre philogénique) :
- Sula nebouxii nebouxii Milne-Edwards, 1882 : côtes Pacifique de l'Amérique, du golfe de Californie au nord du Pérou ;
- Sula nebouxii excisa Todd, 1948 : Galapagos.

### Galerie

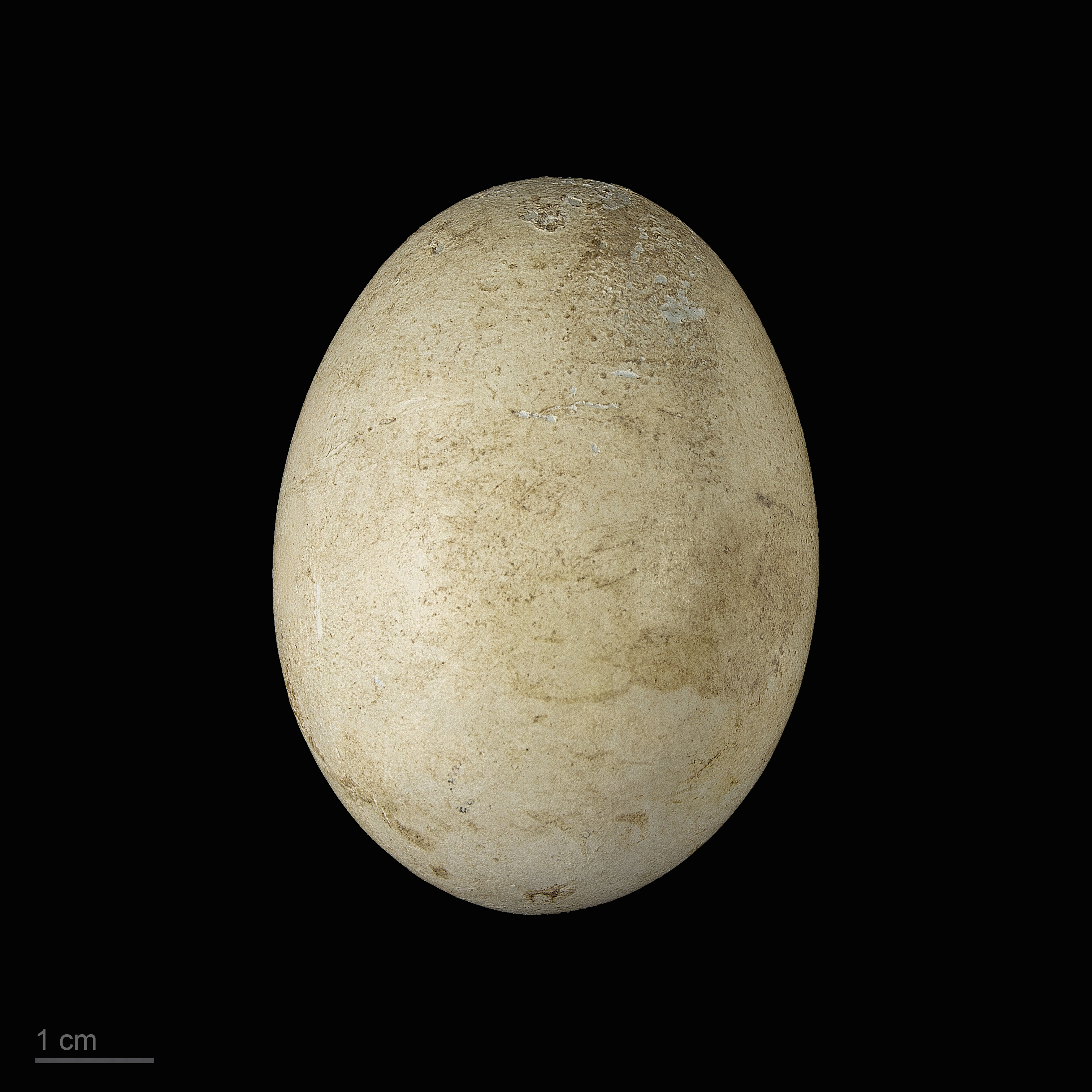
Œuf - MHNT
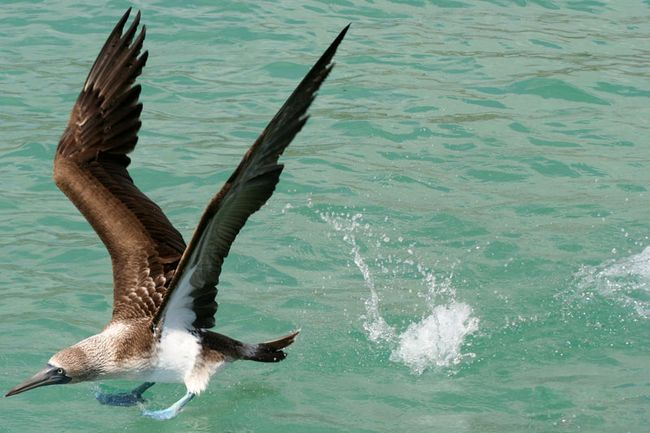
Fou à pieds bleus aux Galápagos.
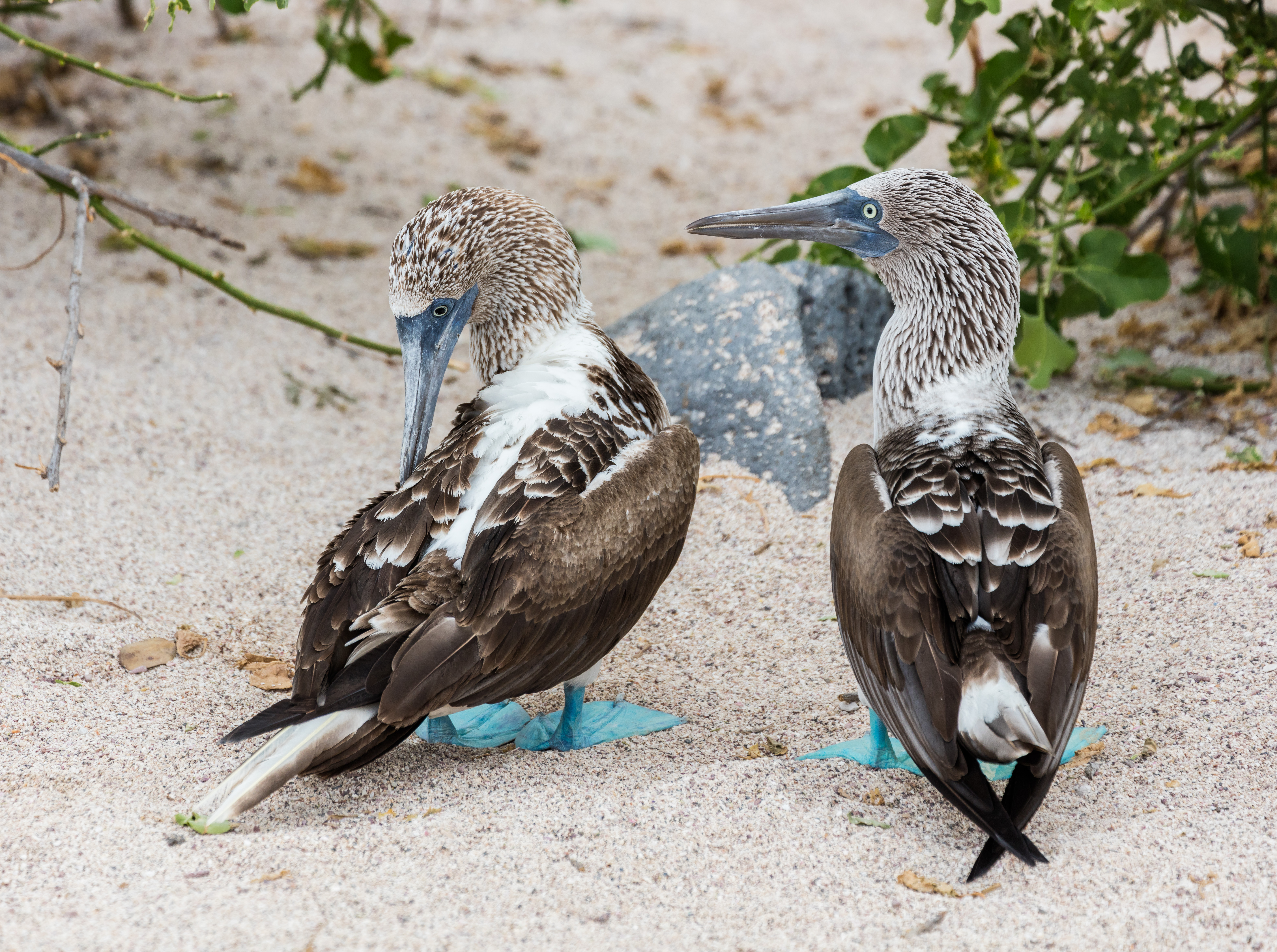
Couple
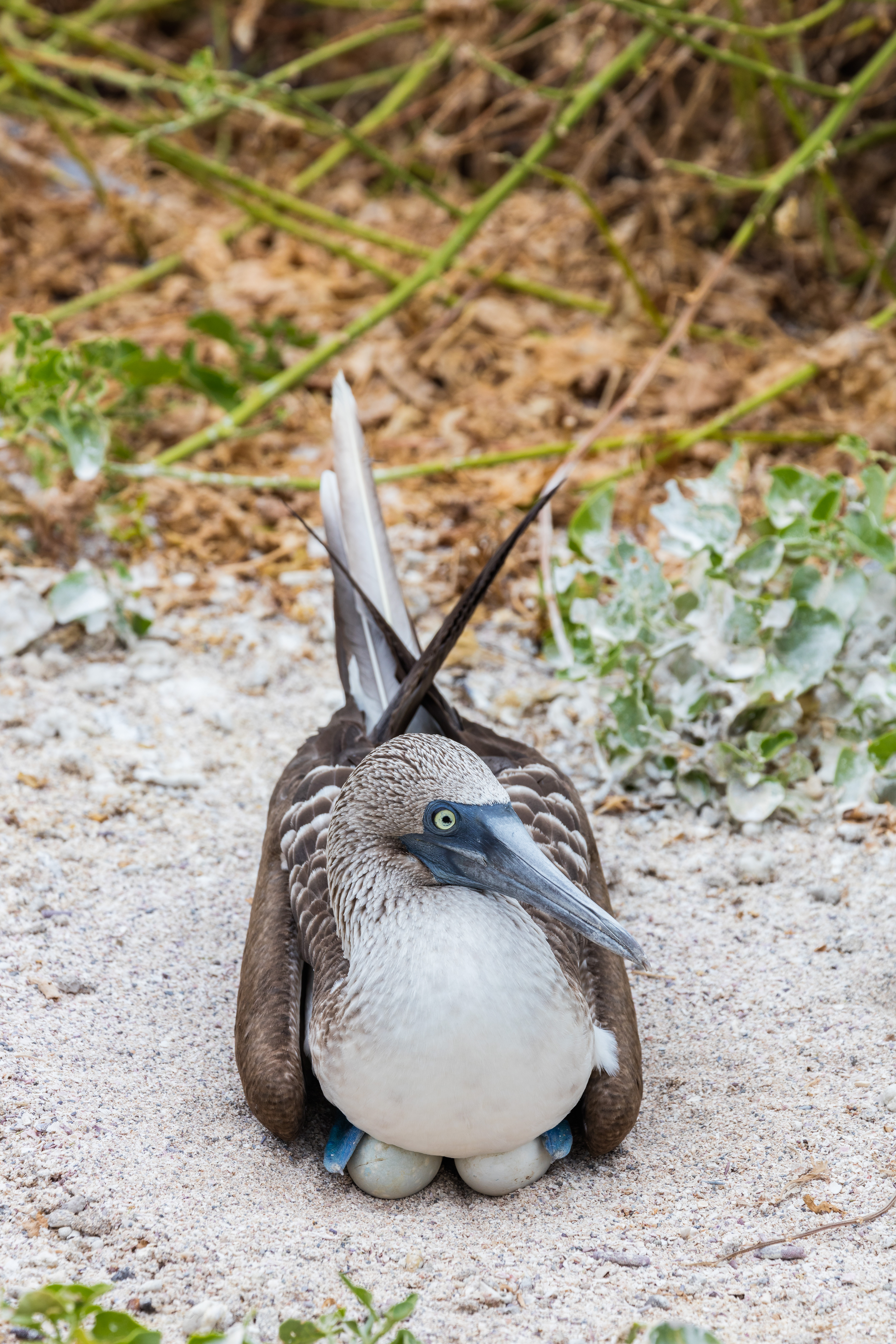
Avec des œufs.
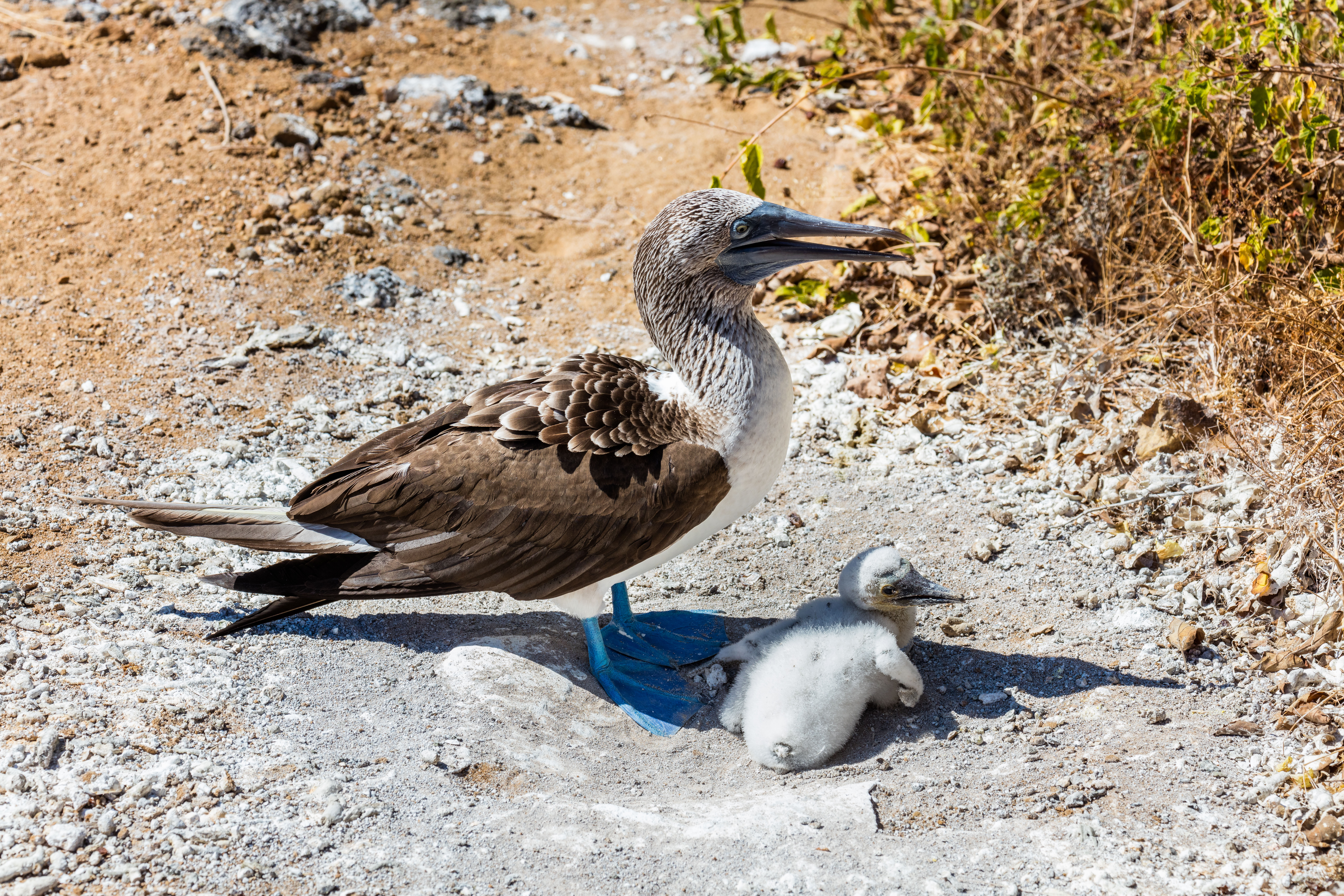
Oisillon.
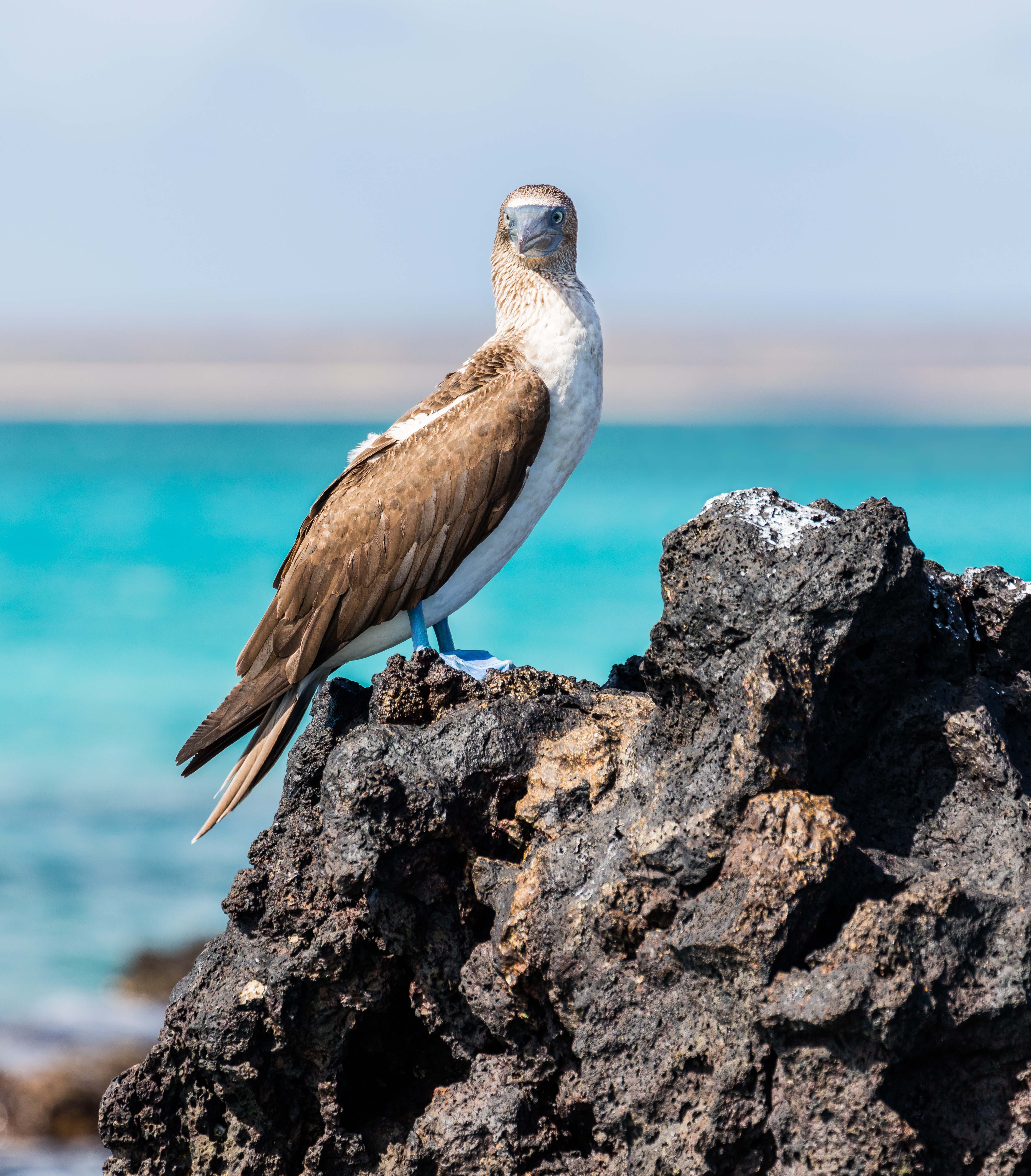
Sula nebouxii en alerte.
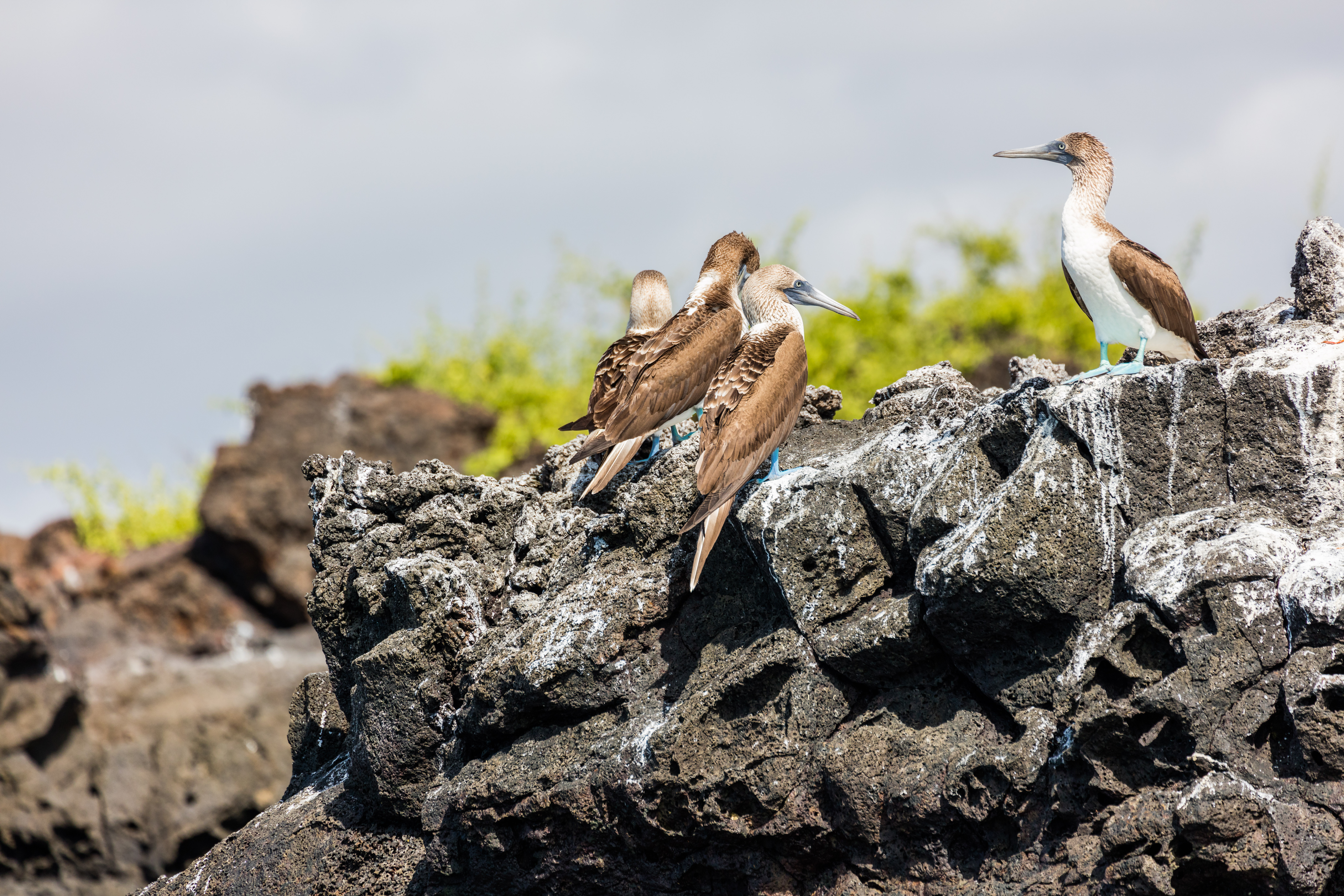
Groupe.
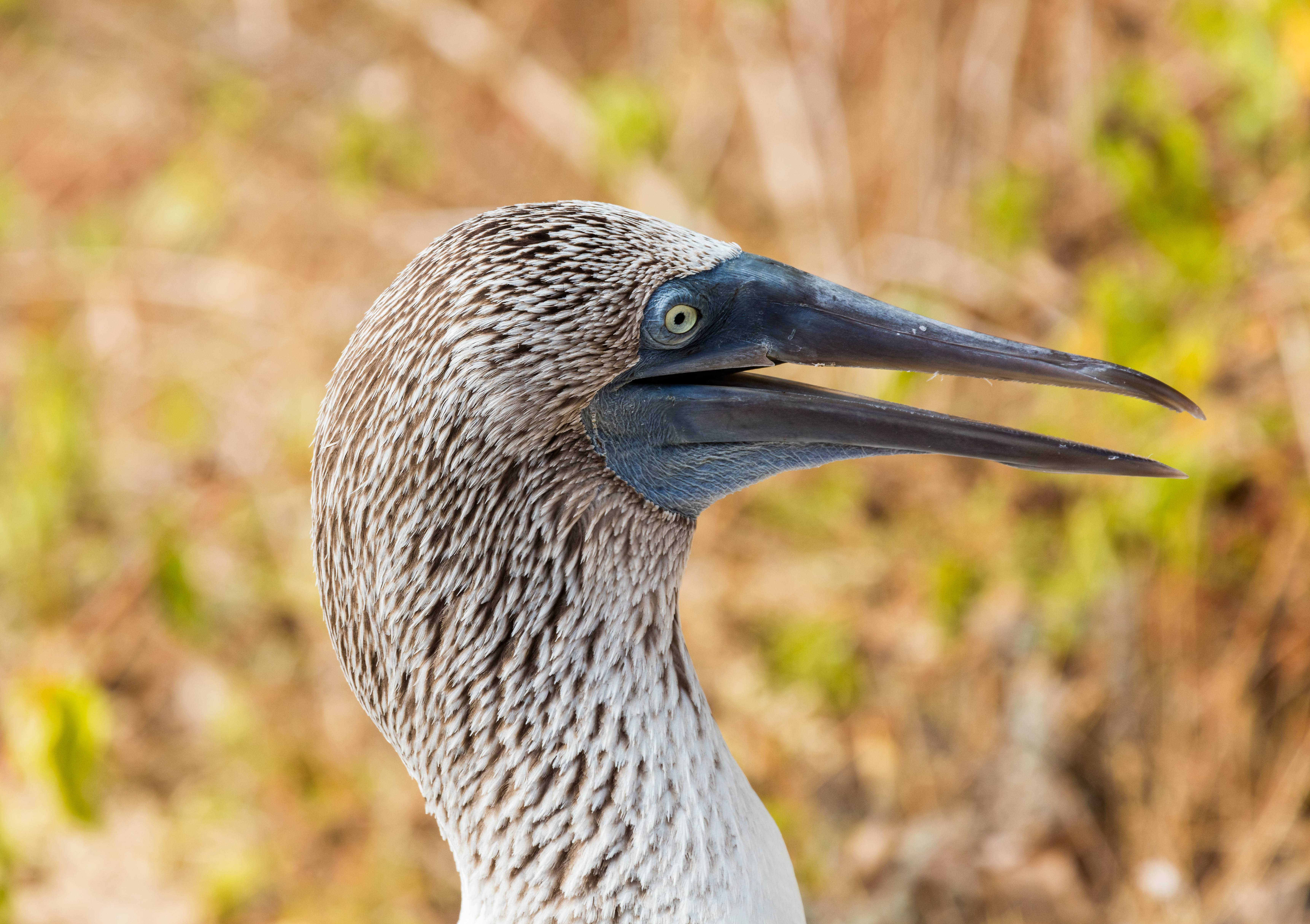
Tête de Sula nebouxii.